# 人妻お姉さんとツンデレ幼なじみの孕んだ関係
『人妻お姉さんとツンデレ幼なじみの孕んだ関係』（ひとづまおねえさんとツンデレおさななじみのはらんだかんけい）は、日本のアダルトゲームブランド・スワンマニアが2008年8月29日に発売した18禁アドベンチャーゲーム。

## 概要
有限会社アセンドアイの廉価版ブランドの一つ・スワンマニアの第10作。前作『となりのお姉さんは巨乳OL』以降で顕著なスワン系ブランドの「ボテもえ」路線傾斜の過程で発売されたタイトルで、主人公と幼馴染み同士の三角関係に絡めてヒロインの妊娠を主題としている。

## ストーリー
主人公・光輝は大学に入ってからも何かにつけて世話を焼きたがる同い年の幼馴染み・理央に振り回され続けていた。そんな中、2人にとって近所の優しいお姉さんであった雪子が3年ぶりに街へ帰って来る。雪子がいつまで経っても夫の許へ戻ろうとしないことを不審に思った光輝は思い切って雪子に街へ帰って来た本当の理由を尋ねるが、雪子が言うには夫との仲は冷え切っており近い内に離婚するつもりだと打ち明けられる。雪子の告白を聞き、かつて雪子に抱いていた淡い思いが蘇った光輝は雪子と関係を持ってしまう。
一方、光輝の真意を知った理央は雪子に光輝を取られてしまうのではないかとの焦りから、光輝に対して幼馴染みでなく一人の女として見て欲しいと積極的なアプローチを始める。やがて、雪子の妊娠が発覚し3人を取り巻く環境にも変化が現れ始める。

## 登場人物
光輝（こうき）
主人公。幼馴染みの理央と同じ大学に通っている。
小鳥遊 雪子（たかなし ゆきこ）
以前、光輝宅の近所に住んでいたお姉さん。3年前に結婚して街を離れていたが突然、実家に帰省して光輝たちを驚かせる。既に夫との関係は冷え切っており、離婚を考えている状態であったが離婚成立前に光輝の子を身籠もってしまう。
西島 理央（にしじま りお）
光輝と同い年で、同じ大学に通っている幼馴染み。ツンデレ。「あたしがいなきゃ光輝は何も出来ないんだから」が口癖で光輝の世話を焼きたがるが、恋愛感情は表向き否定していた。しかし、光輝の雪子への思いを知って焦りを感じ、光輝を取られまいと積極的なプローチに転じる。

## スタッフ
- シナリオ 南条巴
- 原画 くるみみかん
- 音楽 Arp